# Baranyai-tétel
A  Baranyai-tétel a hipergráfok teljes felbontására vonatkozó állítás a kombinatorikában.
A tétel azt állítja, hogy ha {\displaystyle 2\leq r<k} természetes számok és r osztja k-t, akkor a {\displaystyle K_{r}^{k}} hipergráf felbomlik 1-faktorokra. Azaz, ha S egy k elemű halmaz és {\displaystyle {\mathcal {H}}} az S összes r elemű részhalmazából álló rendszer, akkor {\displaystyle {\mathcal {H}}} felbomlik (pontosabban particionálható), mint {\displaystyle {\mathcal {H}}={\mathcal {F}}_{1}\cup \cdots \cup {\mathcal {F}}_{n}} ahol minden {\displaystyle {\mathcal {F}}_{i}} rendszer az S halmaz egy partíciója.
Ez {\displaystyle r=2}-re már a 19. században ismert volt, az {\displaystyle r=3} esetet R. Peltesohn 1936-ban igazolta. Az általános esetet 1975-ben bizonyította Baranyai Zsolt.